# 金波 (足球运动员)
金波（韓語：김파，1993年1月20日—），男，朝鲜族，中华人民共和国足球运动员，现效力于中超球队广州城，司职前锋。
金波出生于吉林省和龙市，2010年曾入选1993年龄段国青队的集训名单。2011年入选“中国足协500.com星计划”前往葡萄牙培训，被分配到葡乙球队法蒂玛体育俱乐部。